# Alinord
Alinord, precedentemente denominata CADABO, è stata una compagnia aerea italiana attiva dal 1980 al 1990.

## Storia
La società, controllata dal Gruppo Bastogi/Acqua Marcia, nacque nel 1980 con la denominazione CADABO, faceva base a Linate e la flotta era inizialmente composta da un Hawker Siddeley 125, a cui sei mesi dopo si aggiunse uno Yakovlev Yak-40 "recuperato" dalla vendita di Avioligure assieme a qualche ex dipendente. Nel luglio 1983 iniziò ad operare una piccola rete di voli di linea. La società puntava essenzialmente al mercato degli uomini d'affari con orari che permettevano il viaggio andata e ritorno nella stessa giornata. Non caso la scelta dell'aeroporto di Ciampino nella capitale: meno congestionato di Fiumicino e più vicino al centro-città.
La flotta, di base presso l'aeroporto Ciampino di Roma e inizialmente composta da un unico rustico trireattore Yakolev 40, incorporò alcuni più moderni ed efficienti bireattori Fokker 28-1000 "Fellowship" dopo che la società aveva mutato ragione sociale nel più masticabile Alinord. A quel punto la rete si era consolidata sui voli da Roma per Bergamo, Parma, Perugia e il lungamente sospirato Milano-Perugia.
Rimasero sulla carta i progetti di altri collegamenti: Trieste-Bergamo, e (di memoria Aligiulia) Trieste-Venezia-Torino, Trieste-Genova e Firenze-Torino.
Nel 1990 l'azionista di riferimento, presente anche nel ramo alberghiero e nell'assistenza aeroportuale, decise di disfarsi dell'azienda e la vendette senza troppi rimpianti a Unifly Express. Questa, già incerta sul proprio destino, mantenne Alinord in attività per qualche mese prima di sospenderne le operazioni. Notevole fu lo sconcerto dell'utenza, soprattutto quella che verteva su Perugia, di nuovo isolata dal resto dei cieli italiani.

## Flotta
Alinord utilizzò solo due tipi di velivoli. In ordine temporale:
- Yakolev 40
- Fokker 28 "Fellowship" serie 1000